# Partick Thistle Football Club 2013-2014
Questa voce raccoglie le informazioni riguardanti il Partick Thistle Football Club nelle competizioni ufficiali della stagione 2013-2014.

## Rosa
Fonte:.
| N. |                        | Ruolo | Calciatore        |
| -- | ---------------------- | ----- | ----------------- |
| 1  | Scozia (bandiera)      | P     | Scott Fox         |
| 2  | Scozia (bandiera)      | D     | Stephen O'Donnell |
| 4  | Scozia (bandiera)      | C     | Sean Welsh        |
| 5  | Scozia (bandiera)      | D     | Aaron Muirhead    |
| 6  | Inghilterra (bandiera) | D     | Conrad Balatoni   |
| 7  | Inghilterra (bandiera) | C     | James Craigen     |
| 8  | Scozia (bandiera)      | C     | Stuart Bannigan   |
| 9  | Scozia (bandiera)      | A     | Kris Doolan       |
| 10 | Scozia (bandiera)      | C     | Ross Forbes       |
| 11 | Scozia (bandiera)      | C     | Steven Lawless    |

| N. |                         | Ruolo | Calciatore          |
| -- | ----------------------- | ----- | ------------------- |
| 12 | Scozia (bandiera)       | P     | Paul Gallacher      |
| 13 | Messico (bandiera)      | D     | Gabriel Piccolo     |
| 14 | Inghilterra (bandiera)  | A     | Christie Elliot     |
| 16 | Scozia (bandiera)       | D     | Jordan McMillan     |
| 17 | Scozia (bandiera)       | A     | John Baird          |
| 19 | Inghilterra (bandiera)  | C     | Isaac Osbourne      |
| 20 | Scozia (bandiera)       | C     | Mark Kerr           |
| 21 | RD del Congo (bandiera) | A     | Henoc Mukendi       |
| 22 | Scozia (bandiera)       | C     | Gary Fraser         |
| 23 | Inghilterra (bandiera)  | C     | Kallum Higginbotham |